# Valdomiro Maicá
Valdomiro Maicá (Tucunduva, 17 de outubro de 1953) é um cantor e compositor brasileiro de música nativista.

## Biografia
Filho de Orcina Sandoval Maicá e Armando Maicá, Valdomiro nasceu em uma família de dez irmãos, entre eles o também cantor nativista Cenair Maicá, com quem compôs algumas músicas ao longo de sua carreira. Desde os seis anos de idade, apresentava-se em escolas e rádios.
Em 1984, participou de seu primeiro festival nativista: o Chimarrão da Canção Missioneira, realizado na cidade de Coronel Bicaco. Ficou na segunda colocação com a música Gana Missioneira, de sua autoria junto com seu irmão Cenair e letra de Nilo Bairros de Brum. Em 1996, em Bom Jesus, recebeu o troféu O CD Mais Autêntico do Rio Grande do Sul, por ocasião da 1ª Penca do CD Gaúcho.
Em 2005, lançou seu primeiro DVD, intitulado Raiz Missioneira, em comemoração aos vinte anos de carreira.

## Discografia

### Álbuns de estúdio
- 1990 - Cantor das Águas - A Discoteca
- 1992 - Missioneiro Marca Touro - USA Discos
- 1994 - Da Marca Antiga - USA Discos
- 1996 - Missioneiro Cantador - USA Discos
- 1998 - Missioneiro, Um Tesouro Guarani - USA Discos
- 2000 - Laços Culturais - USA Discos
- 2000 - Acervo Gaúcho - USA Discos
- 2001 - Raiz Costeira - Sul Discos
- 2002 - Vozes da Terra - Vozes
- 2003 - Alma Missioneira - AGEVÊ
- 2003 - Família Maicá, Canta 15 Anos de Saudade - AGEVÊ
- 2004 - Nos Festivais Missioneiros - Independente
- 2006 - O Canto das Missões - Sonare
- 2008 - Pra Que Saibam Quem Eu Sou - Vertical
- 2009 - Simplicidade - Vertical
- 2010 - Verdades - Vertical
- 2011 - Minha Estampa - Vertical
- 2012 - Fronteiros - Vertical
- 2013 - Galpão do Missioneiro - Vertical
- 2014 - Clássicos Missioneiros - Vertical

### Videografia
- 2005 - Raiz Missioneira - Sonare Discos
- 2012 - Fronteiros - Vertical